# Dolichiscus opiliones
Dolichiscus opiliones là một loài chân đều trong họ Austrarcturellidae. Loài này được Schultz miêu tả khoa học năm 1981.